# Svatopetrská stezka
Svatopetrská stezka je pojmenována podle cílového místa stezky, kostela svatého Petra a Pavla v Prachaticích. Je zaměřena na přírodní krásy, historické události a provází křížovou cestou s výklenkovými kapličkami a božími muky. Stezku provozuje město Prachatice.

## Popis trasy
Naučná stezka začíná pod Žižkovou skalkou, nad Malým náměstím v Prachaticích. Pokračuje kolem skalky vzhůru, prochází kolem mateřské školy, dále kolem domu s pečovatelskou službou a pak stále v mírném stoupání pokračuje volným prostorem kolem křížové cesty až do cíle. Cestou se při zpětném pohledu ukazují panoramatické výhledy na Prachatice a okolní vrchy, zejména na horu Libín (1 093 m n. m.).
Stezka není náročná, je přístupná celoročně a má délku 920 m. Je určena hlavně pěším návštěvníkům, využívat ji mohou i cyklisté a vozíčkáři s doprovodem. Schody u Žižkovy skalky se dají objet. Povrch stezky je tvořen kamennou dlažbou a asfaltem. Stezka je vybavena odpočinkovými místy s lavičkami a má čtyři stanoviště s informačními tabulemi.   

### Stanoviště č. 1 – Skalka
Informační tabule č. 1 seznamuje návštěvníka s prachatickou přírodní zajímavostí, křemennou skalkou, zejména z hlediska historického. V historii se měnily i její názvy – Husova skalka, Schillerova skalka a po roce 1945 Žižkova skalka. Z tohoto místa Jan Žižka v roce 1420 dvakrát řídil obléhání a dobytí Prachatic. V roce 1620 zopakoval obléhání a dobytí Prachatic císařský generál Karel Bonaventura Buquoy.

### Stanoviště č. 2 – Pamětní jehlan nad Skalkou
Druhá zastávka připomíná konec životní pouti řeznického mistra z doby napoleonských válek (1803). Na jeho památku zde stojí trojboký žulový jehlan s německým nápisem, v překladu: „Nic není jistějšího než smrt, ale den a hodina jejího příchodu jsou nejisté.” Pamětní jehlan je kulturní památka ČR.

### Stanoviště č. 3 – Křížová cesta
Informační panel č. 3 se věnuje bývalé křížové cestě. Celkem se dochovalo 10 božích muk a výklenkových kapliček z 18. a 19. století, všechny jsou evidovány jako kulturní památky ČR a postupně jsou restaurovány. Ve výklenku božích muk před domem s pečovatelskou službou je umístěn obraz sv. Vojtěcha od malíře Cyrila Chramosty. Boží muka nad domem s pečovatelskou službou mají v nice vyobrazeného sv. Jana N. Neumanna. Ve výklenkové kapličce č. III. je vyobrazen sv. Prokop a v božích mukách č. IV. je sv. Václav. Všechny tyto obrazy jsou druhotnou výzdobou.

### Stanoviště č. 4 – Hřbitov a kostel sv. Petra a Pavla
Panel č. 4 podrobně seznamuje se hřbitovním kostelem sv. Petra a Pavla, který je jednou z nejstarších církevních památek v jihozápadních Čechách. Na jeho místě byl již ve 12. století románský kostelík. Kostel je raně gotická stavba, která byla barokně upravena. Informační tabule zmiňuje i náhrobní desku varhaníka a městského německého písaře Georga Rosenthalera z roku 1570, která je zazděna na jižní straně kostela. Informuje i o zde pohřbených rodičích sv. Jana N. Neumanna.

## Galerie

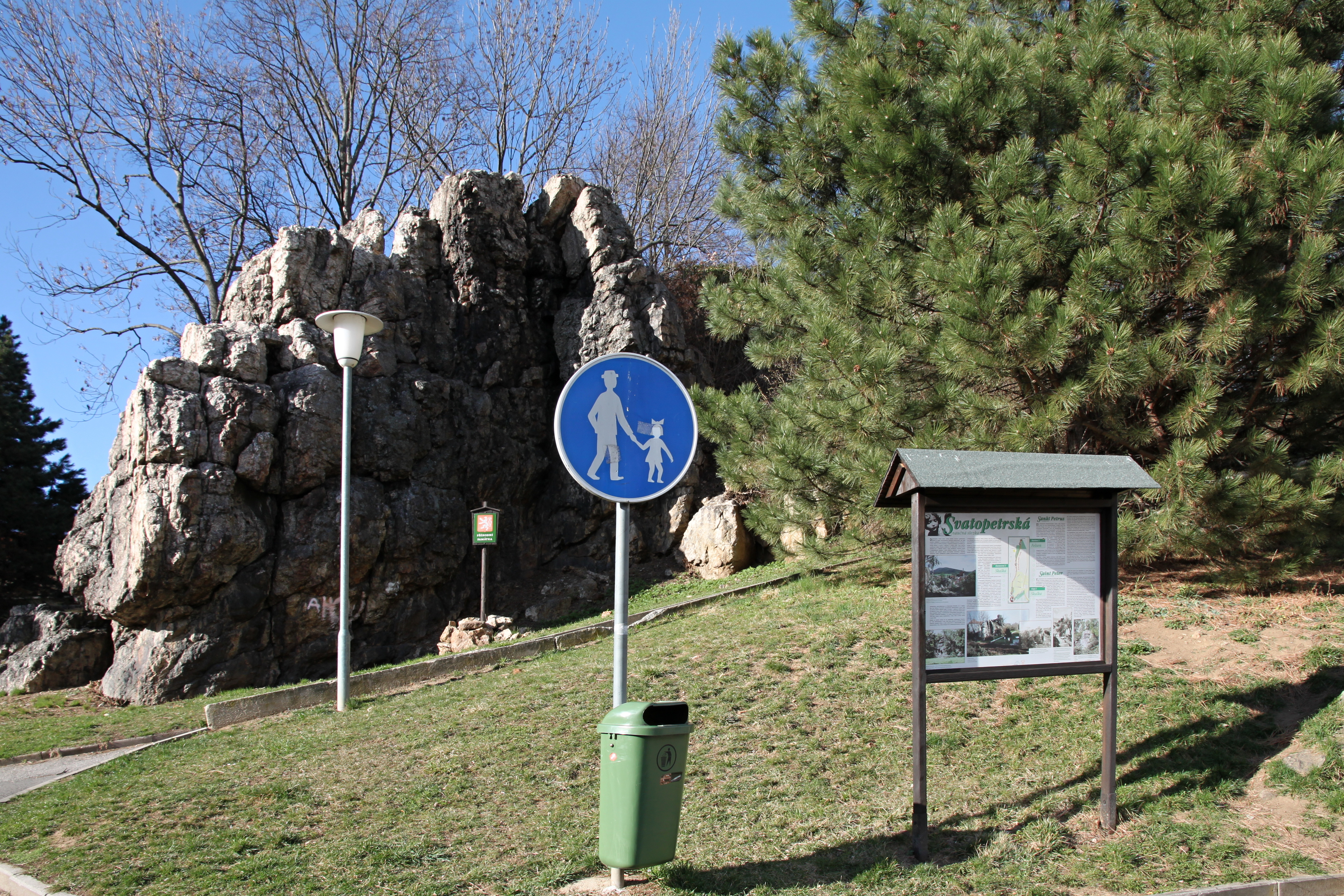
Zastavení č. 1 – Skalka, začátek stezky
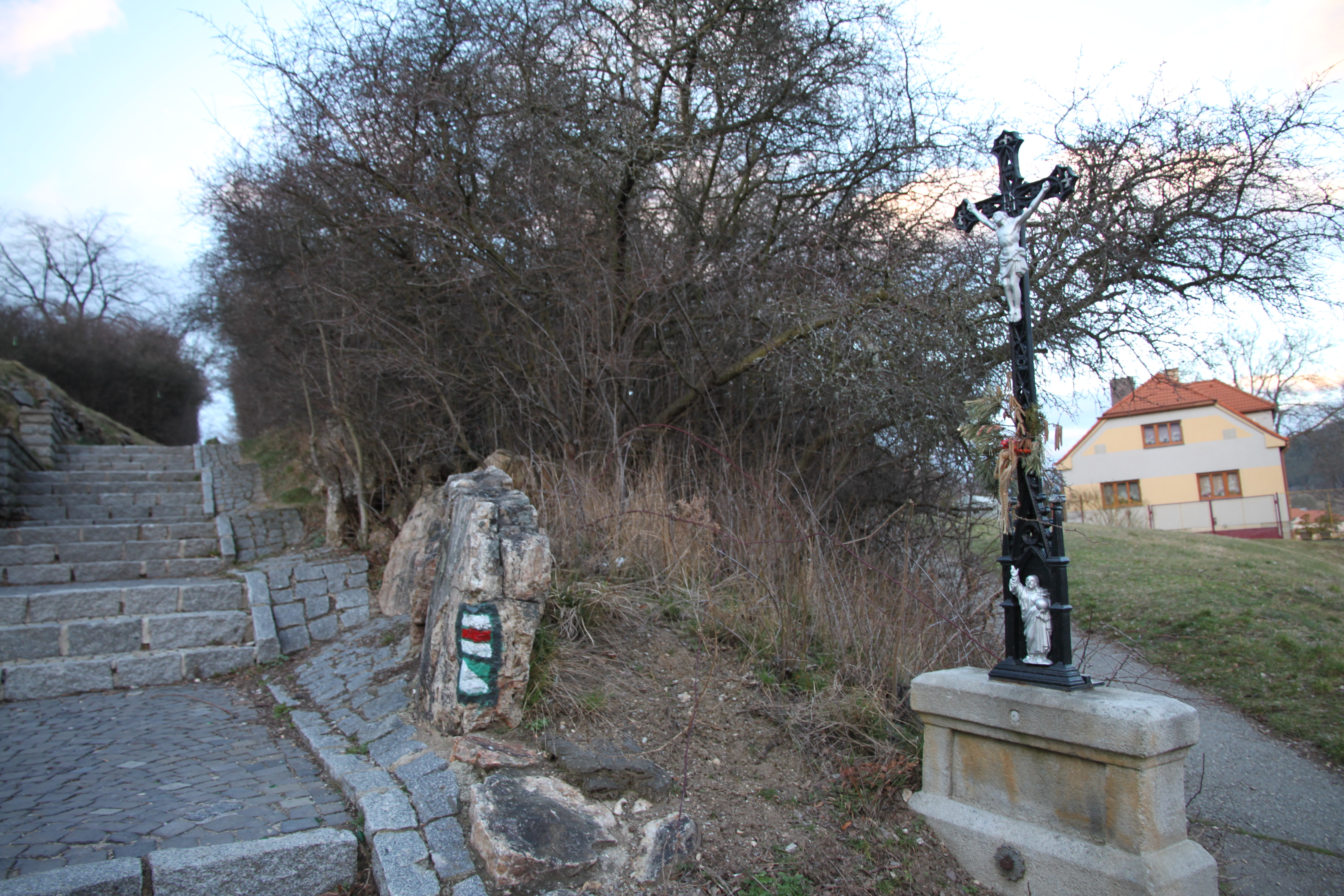
Schody a značení stezky
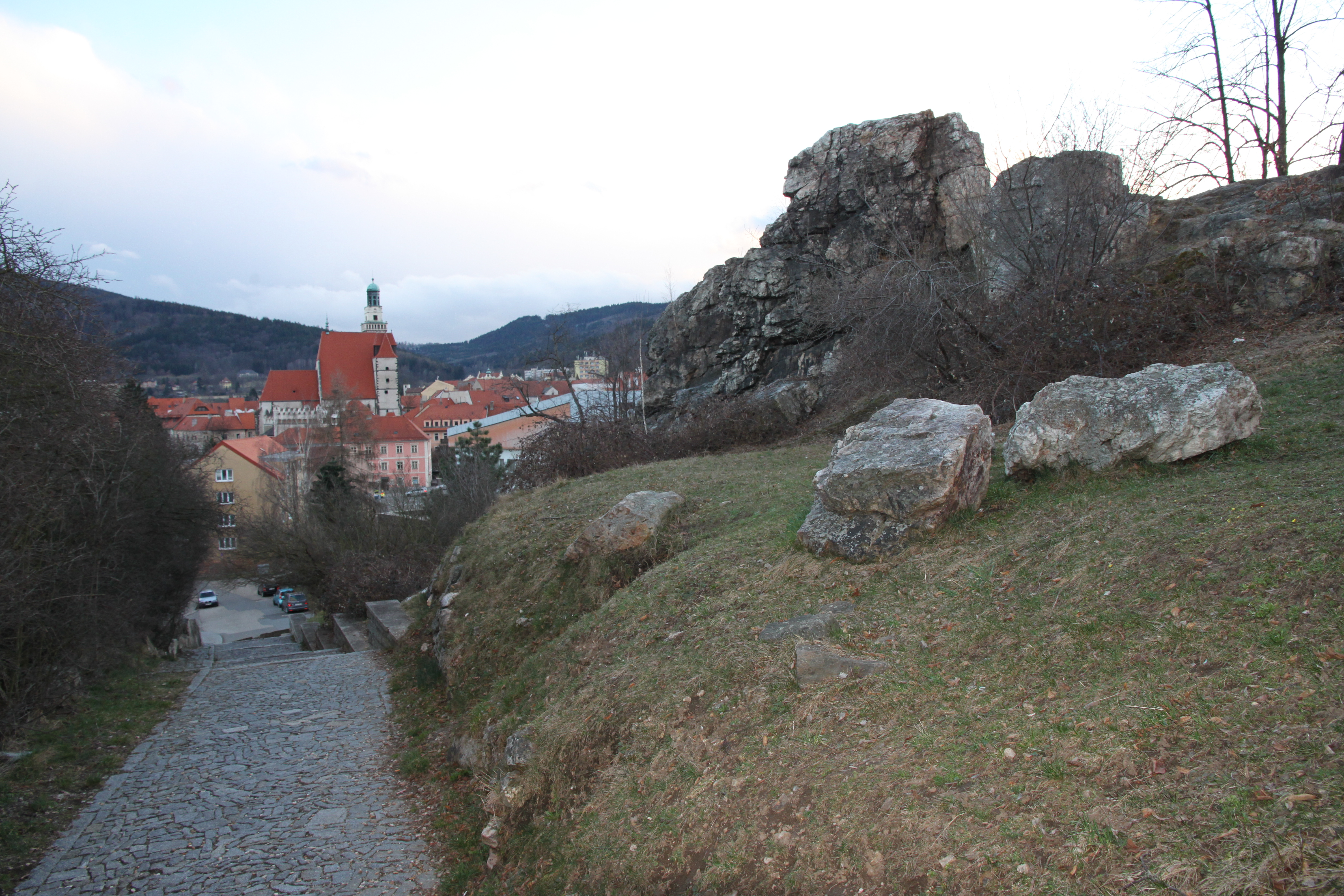
Pohled zpět na Prachatice a Žižkovu skalku
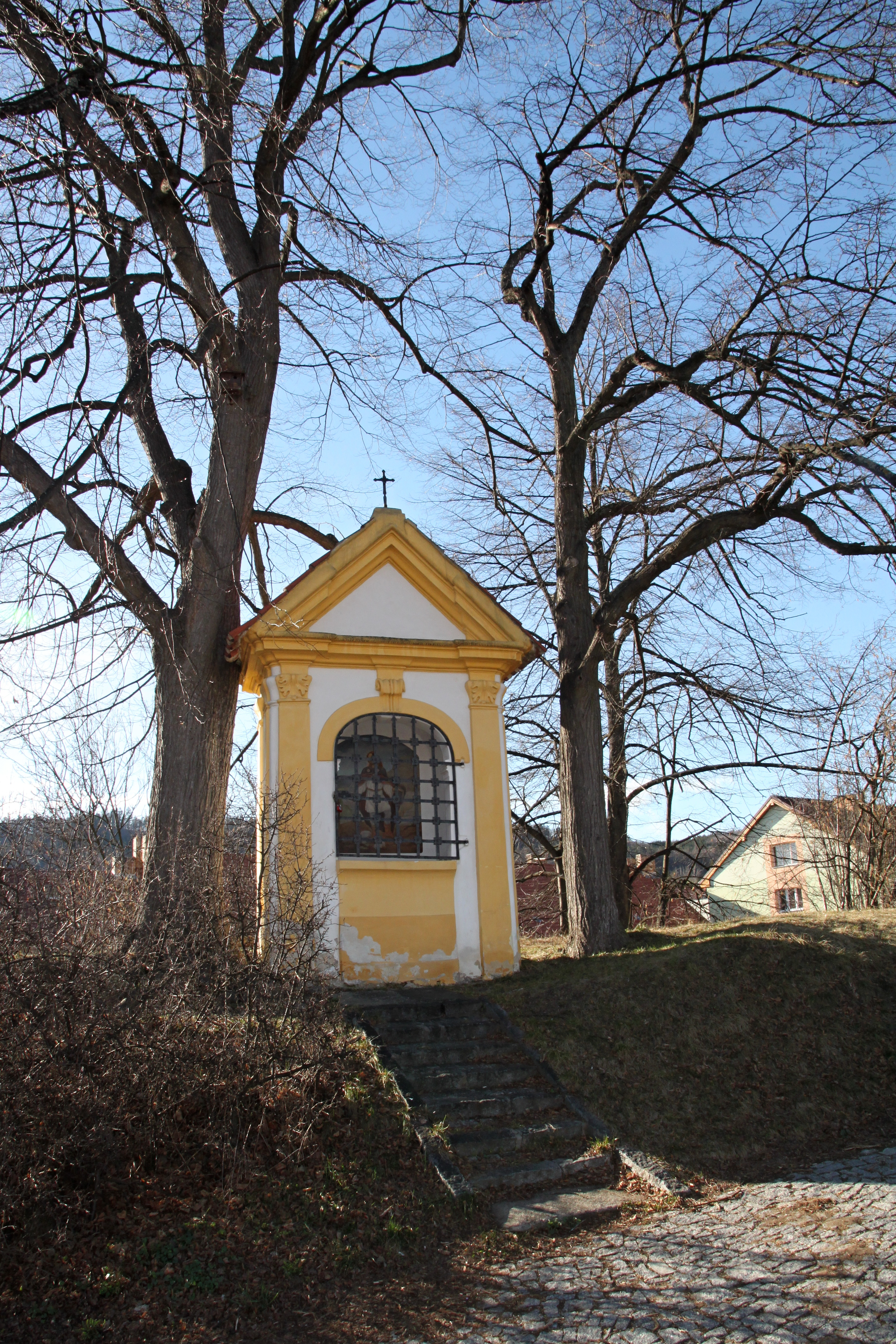
Výklenková kaplička I
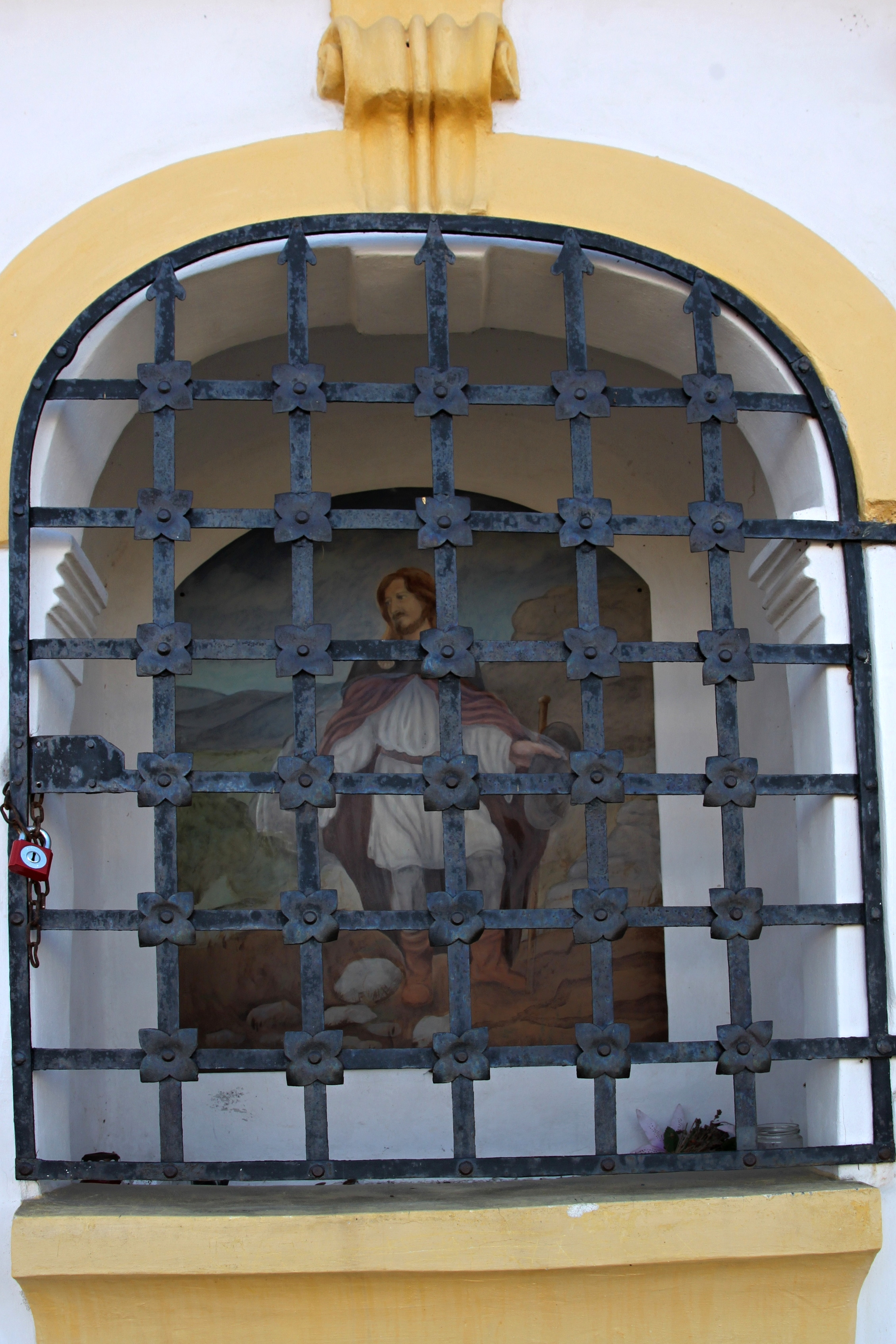
Výklenková kaplička I, malba ve výklenku
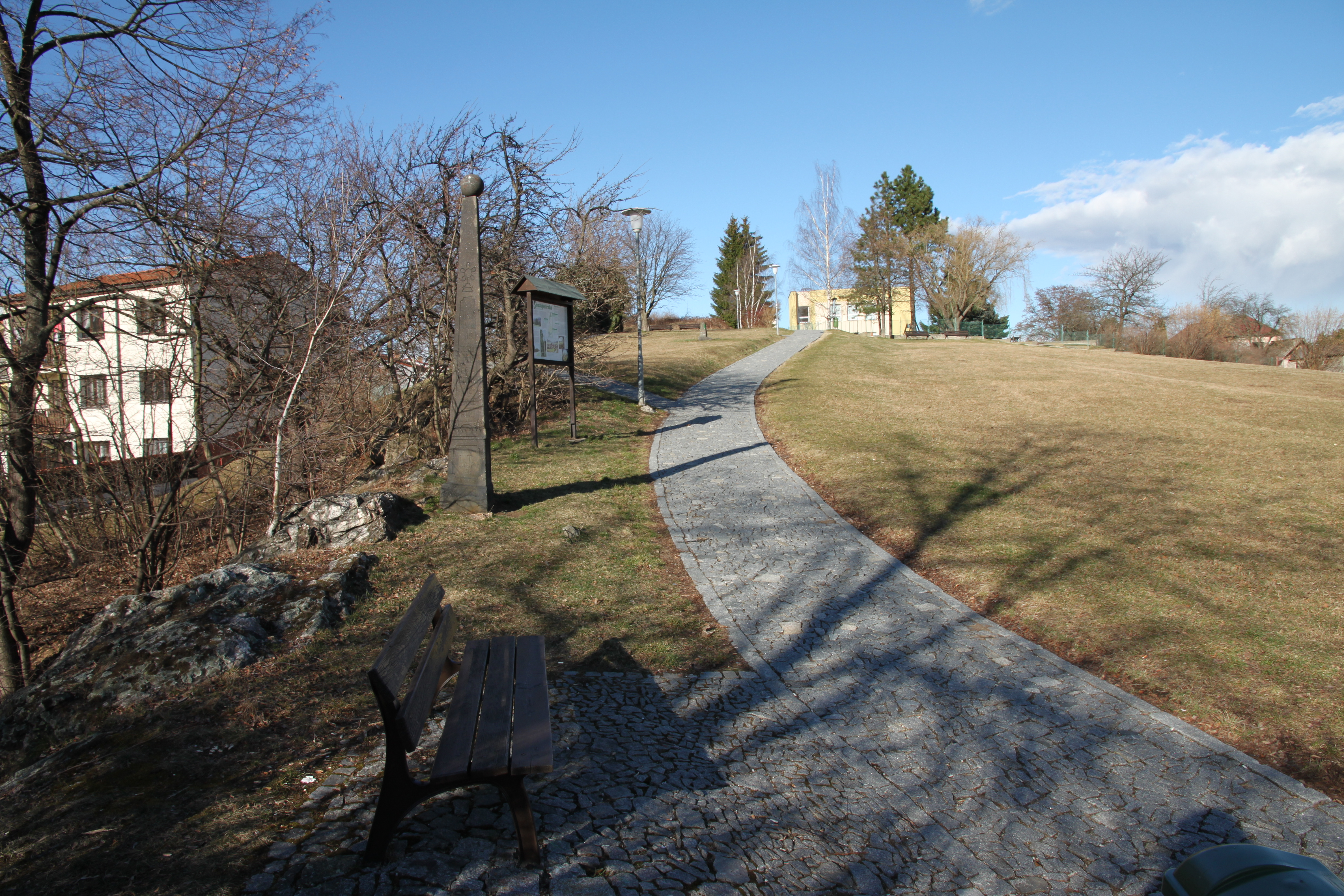
Zastavení č. 2
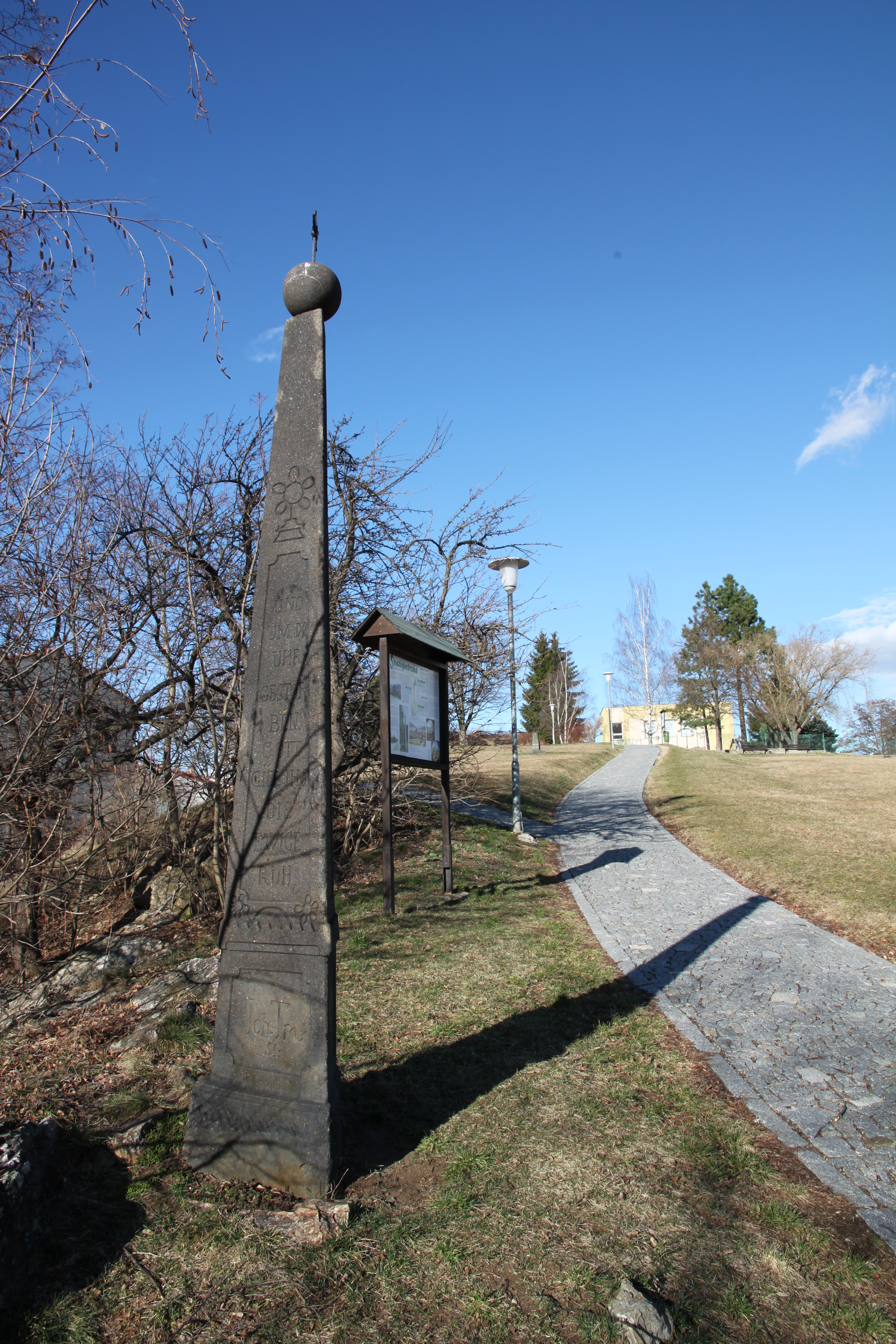
Žulový jehlan s letopočtem 1803, německým nápisem a ornamenty
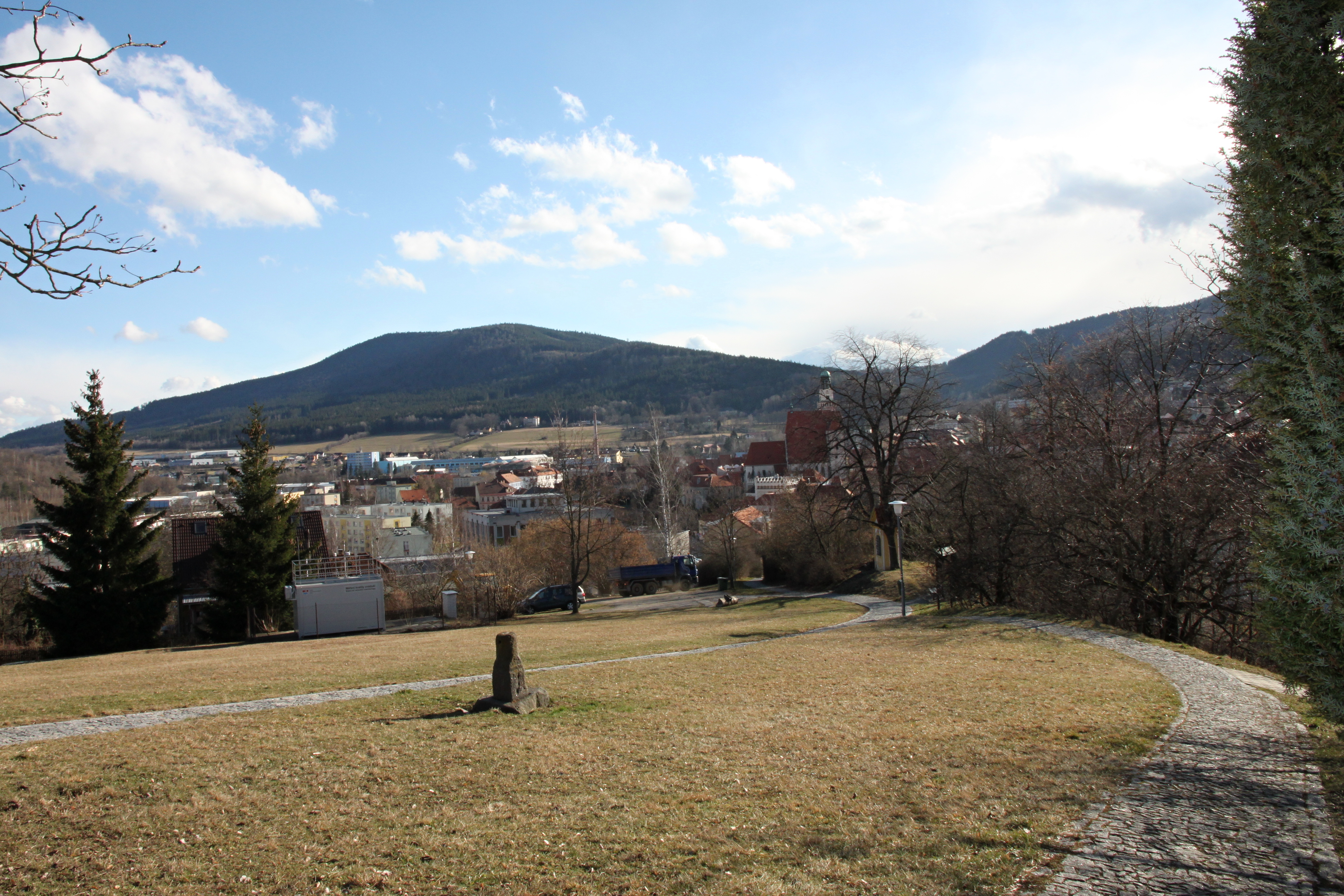
Pohled zpět na Prachatice a Libín
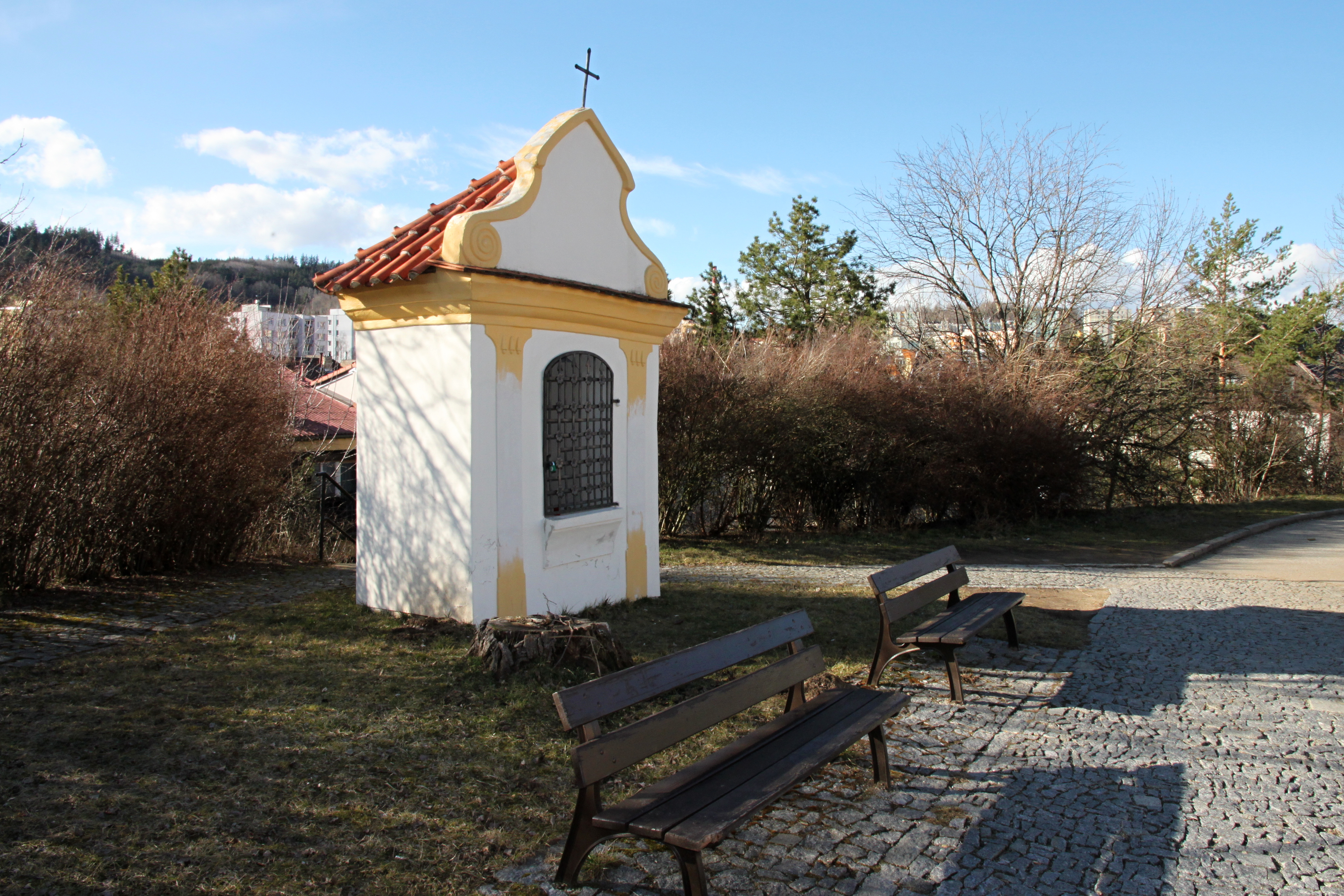
Výklenková kaplička II
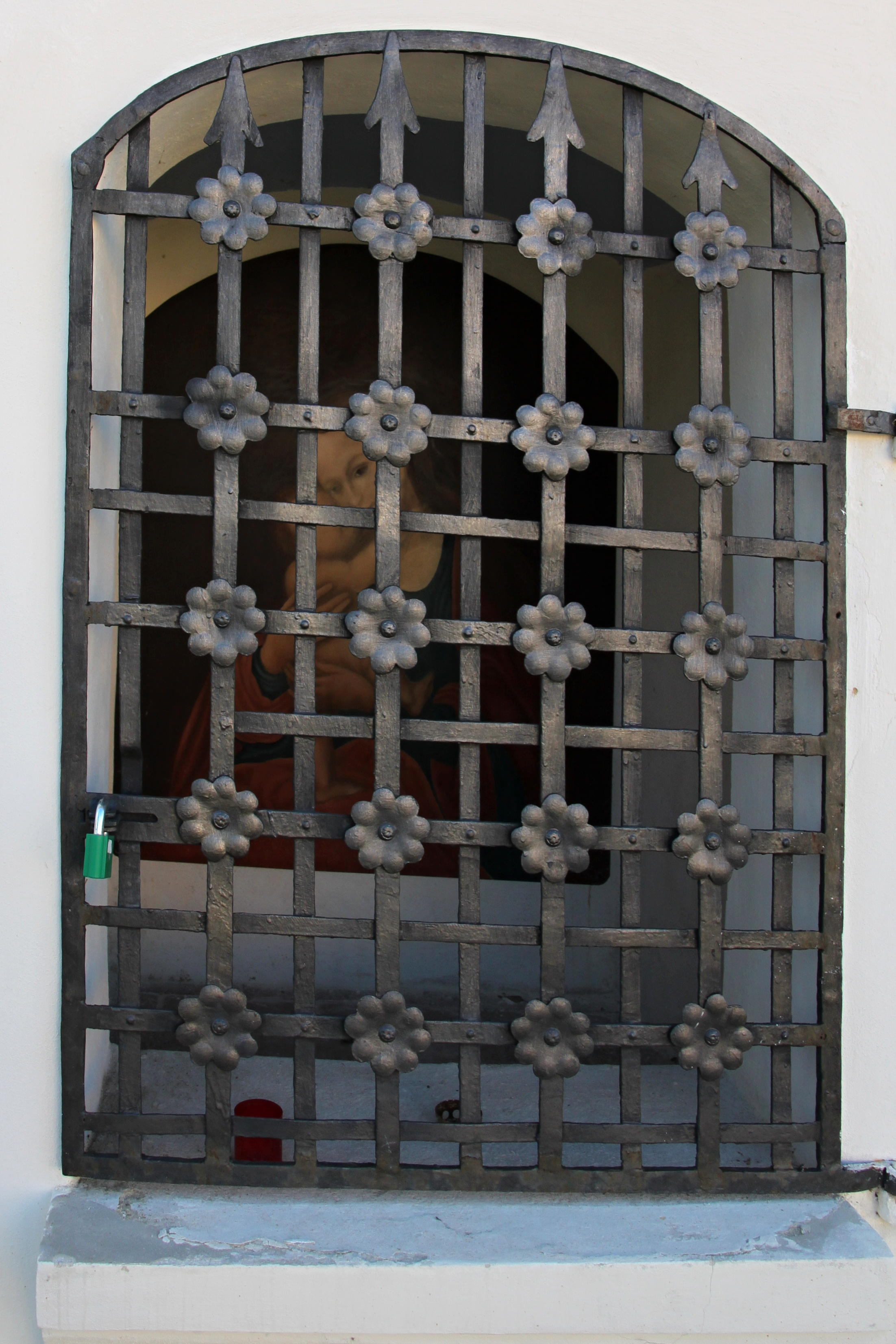
Výklenková kaplička II, malba ve výklenku
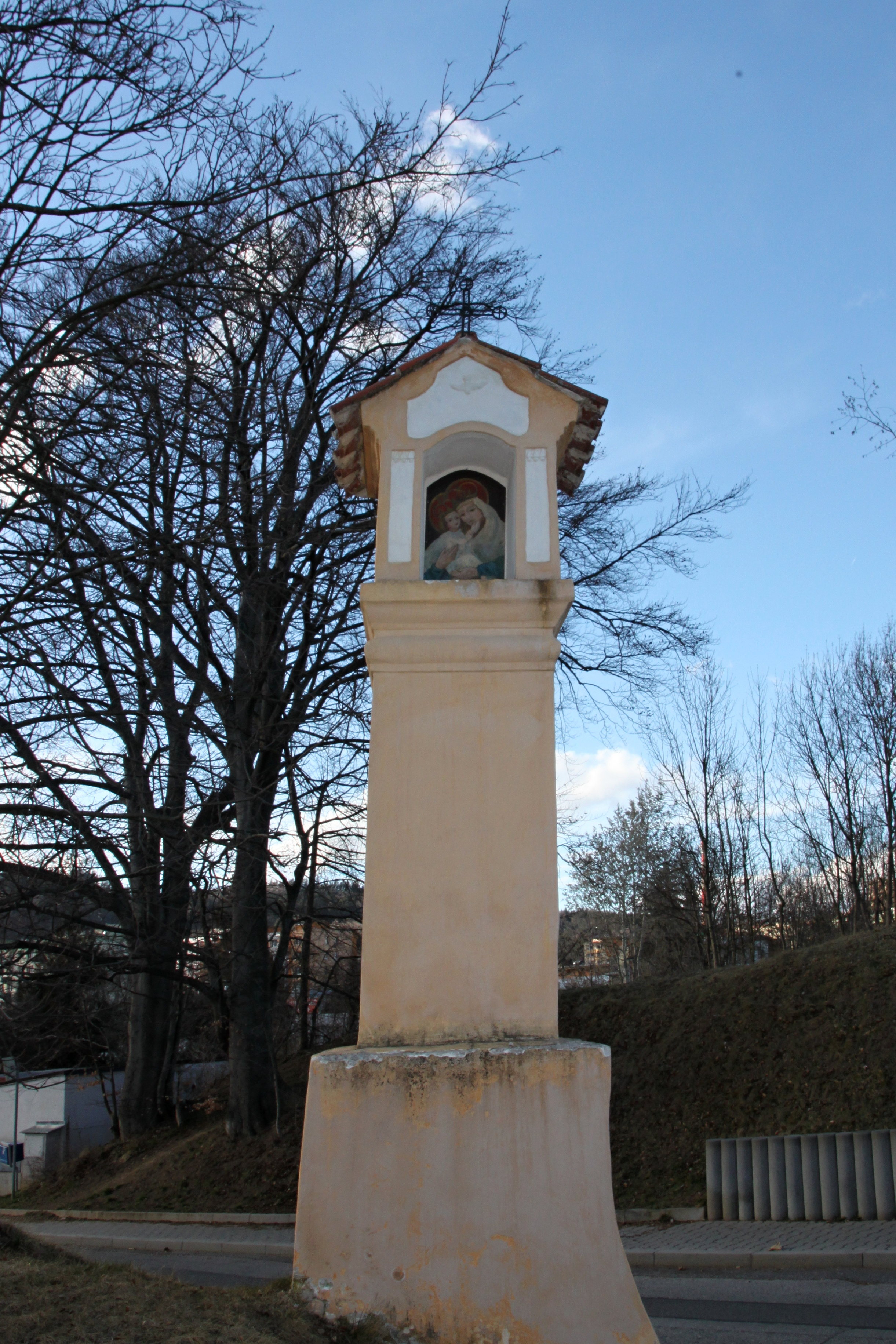
Boží muka I
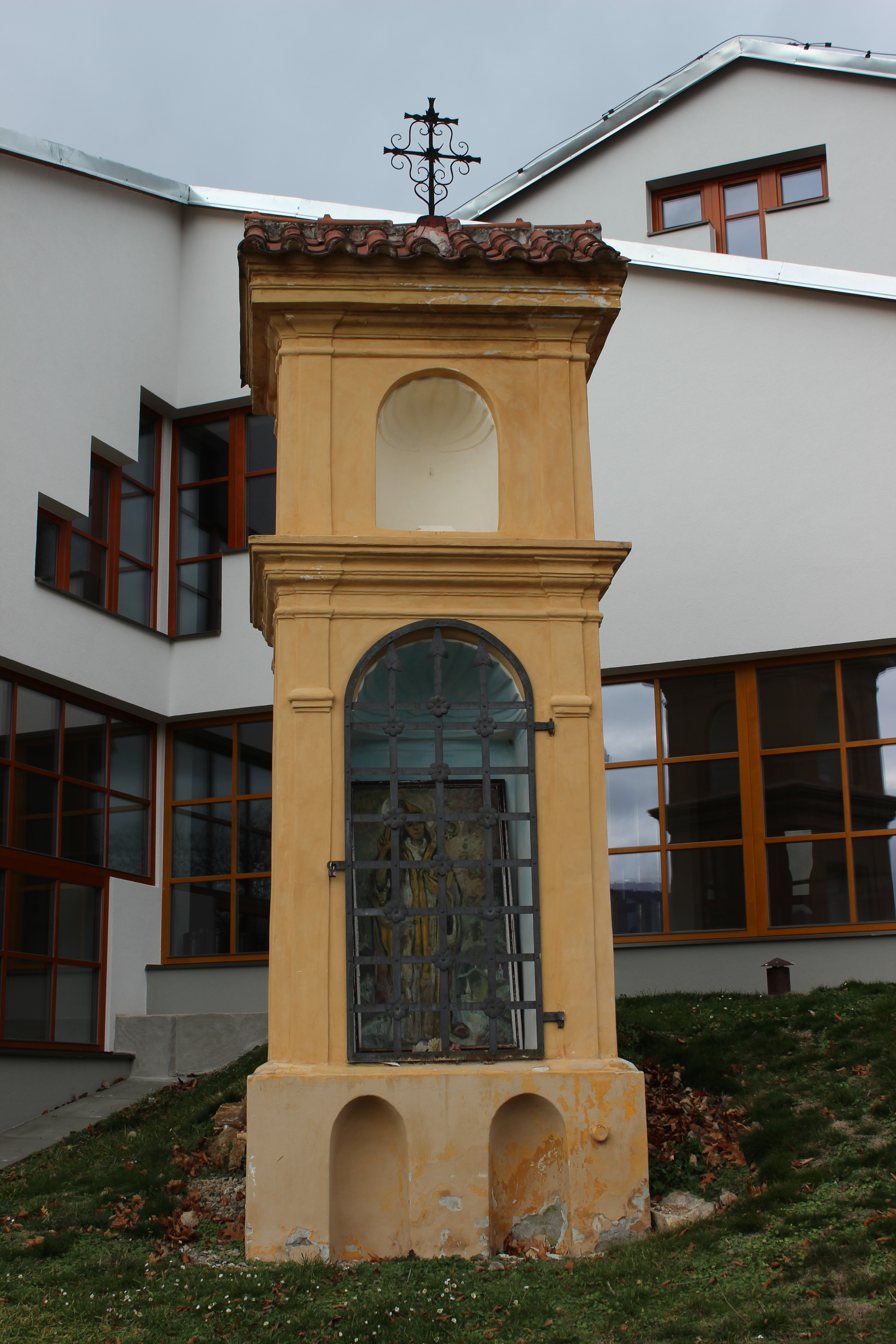
Boží muka II. s obrazem sv. Vojtěcha
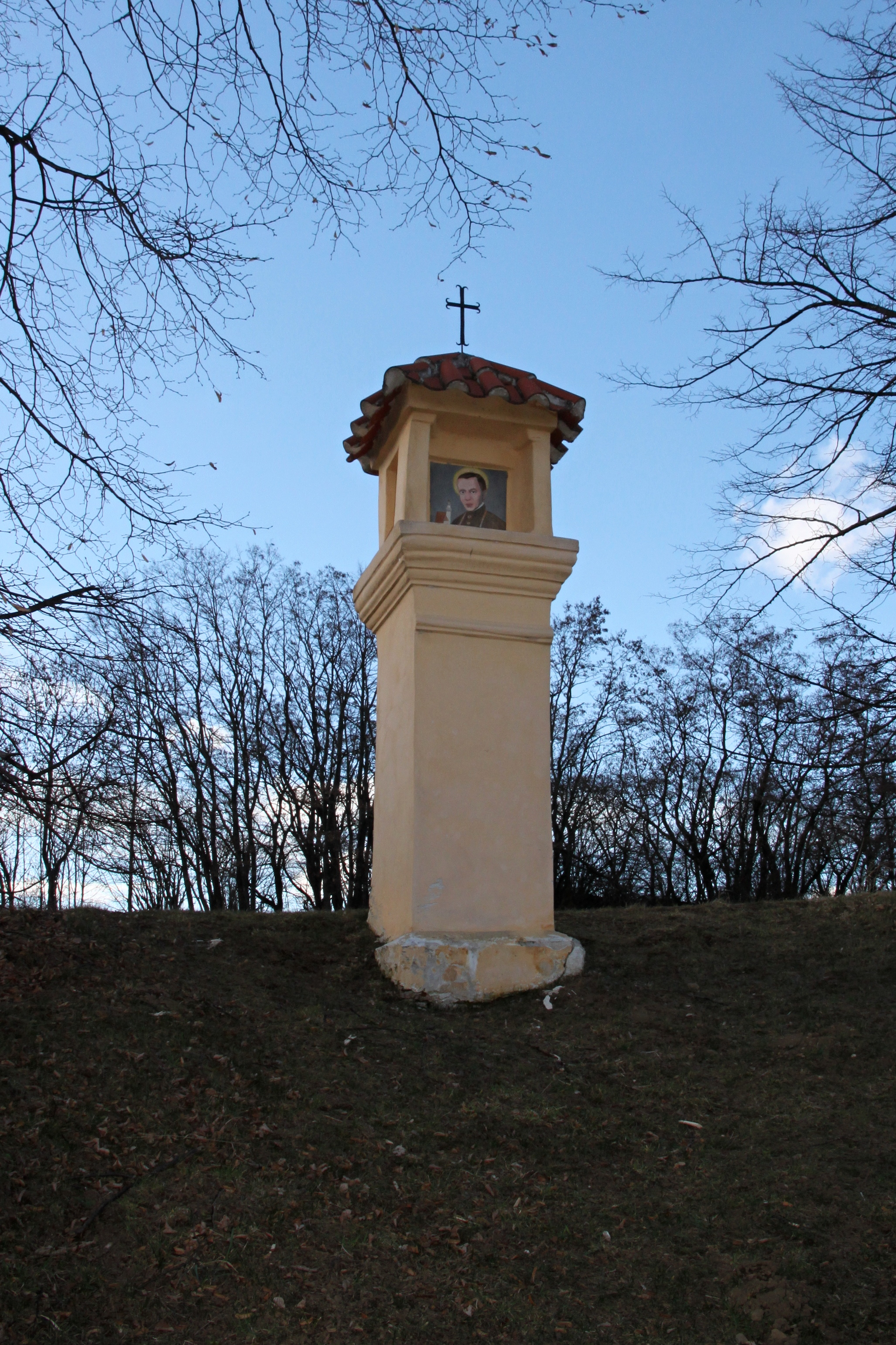
Boží muka III s vyobrazením sv. J. N. Neumanna
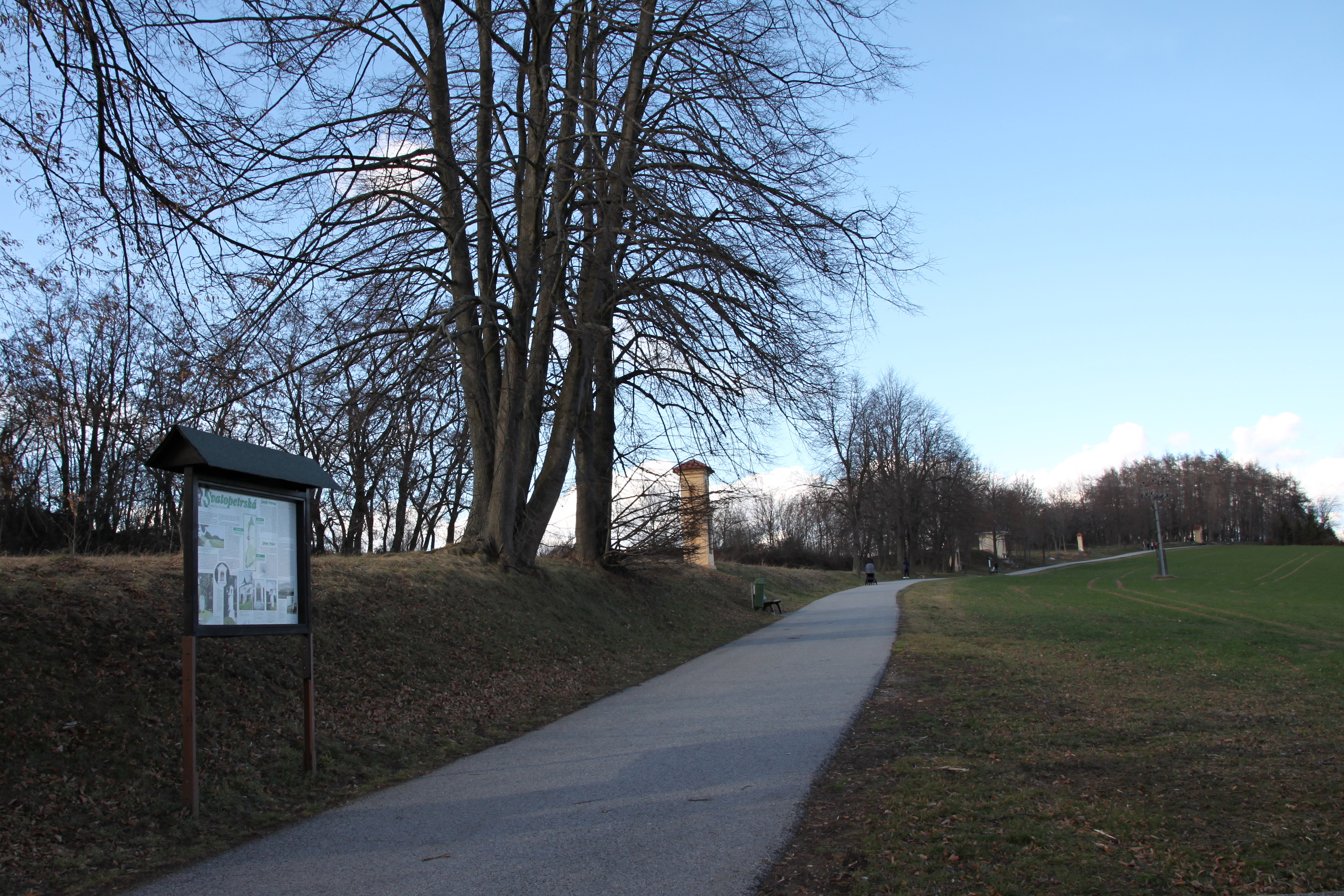
Zastavení č. 3
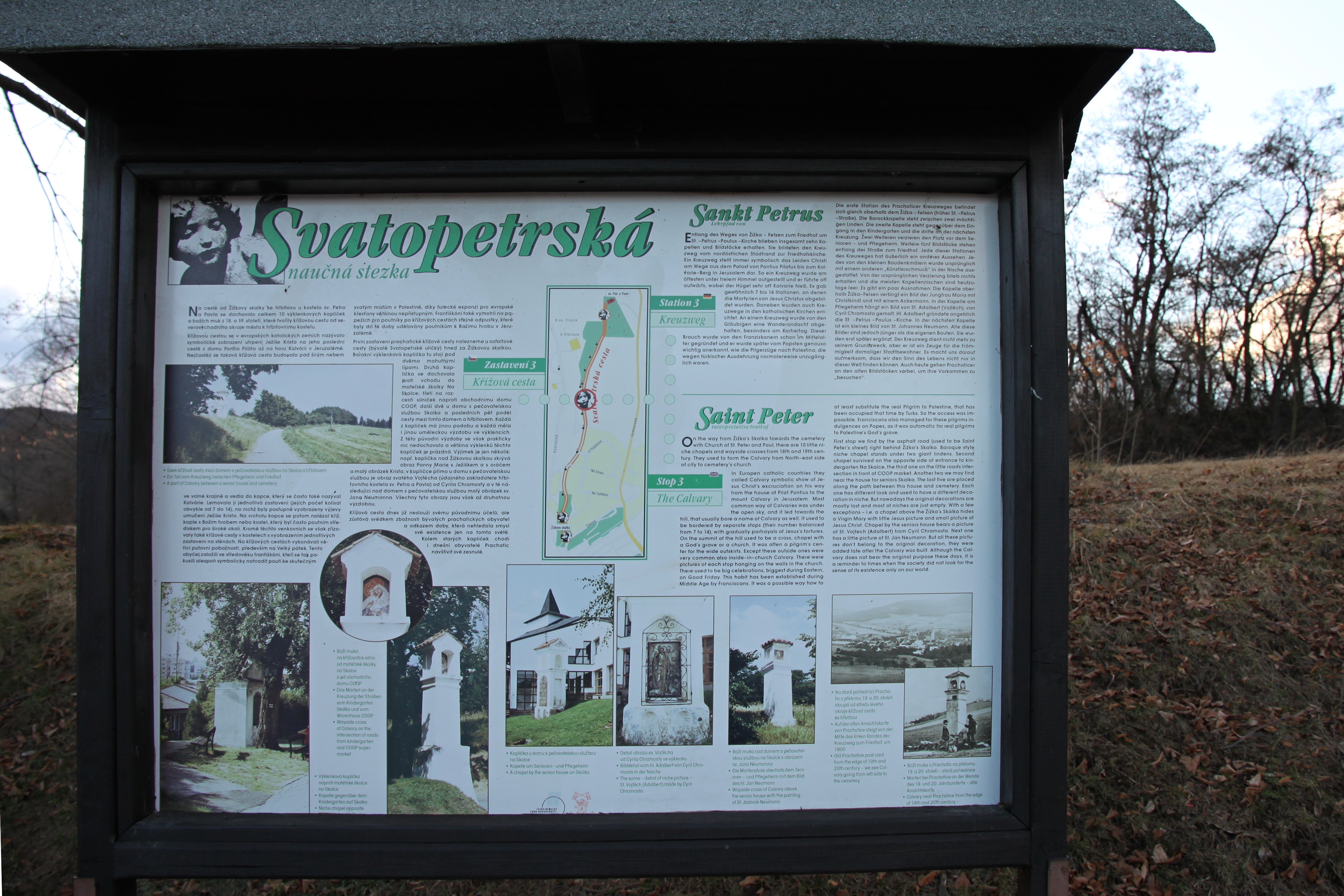
Zastavení č. 3, detail
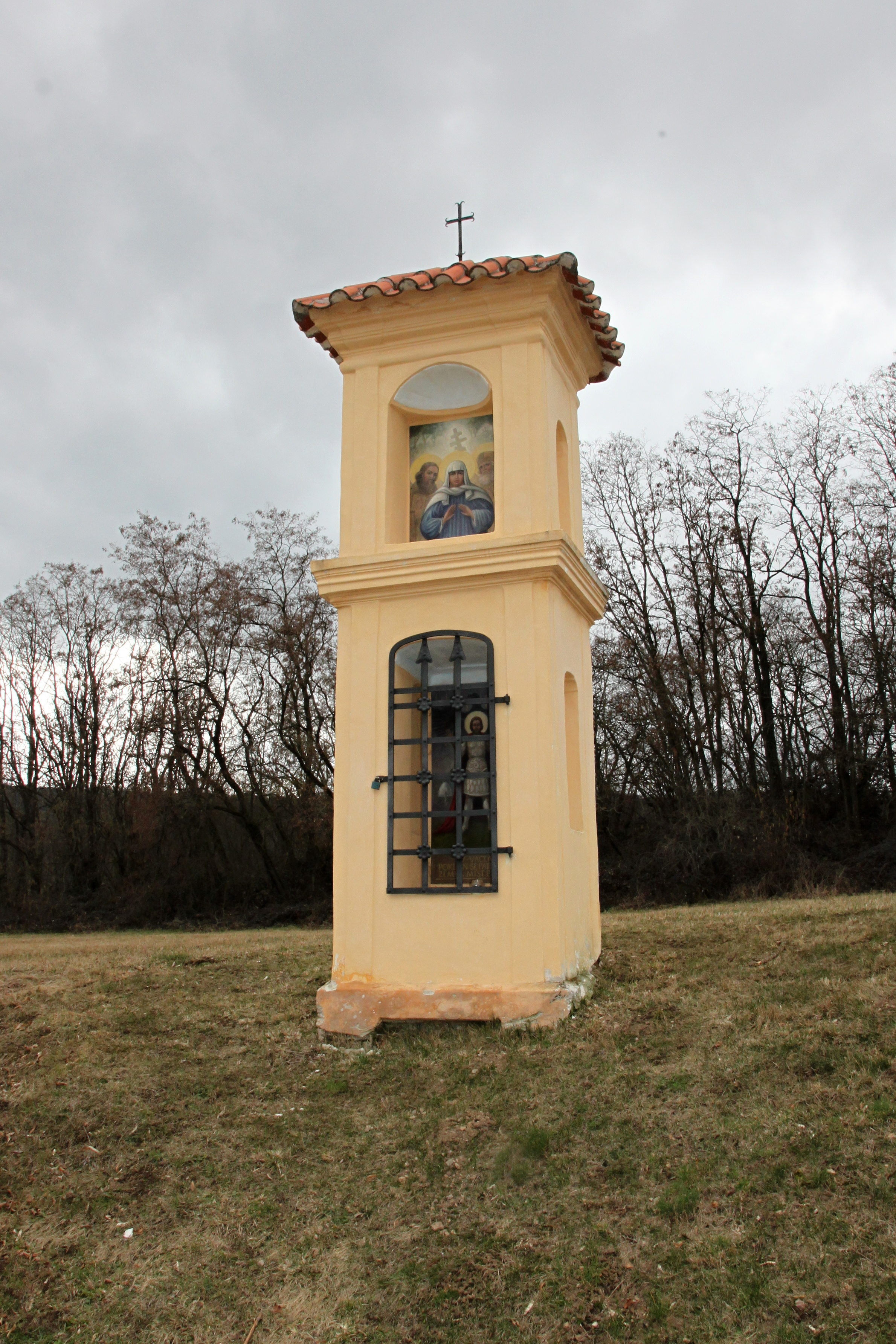
Boží muka IV.
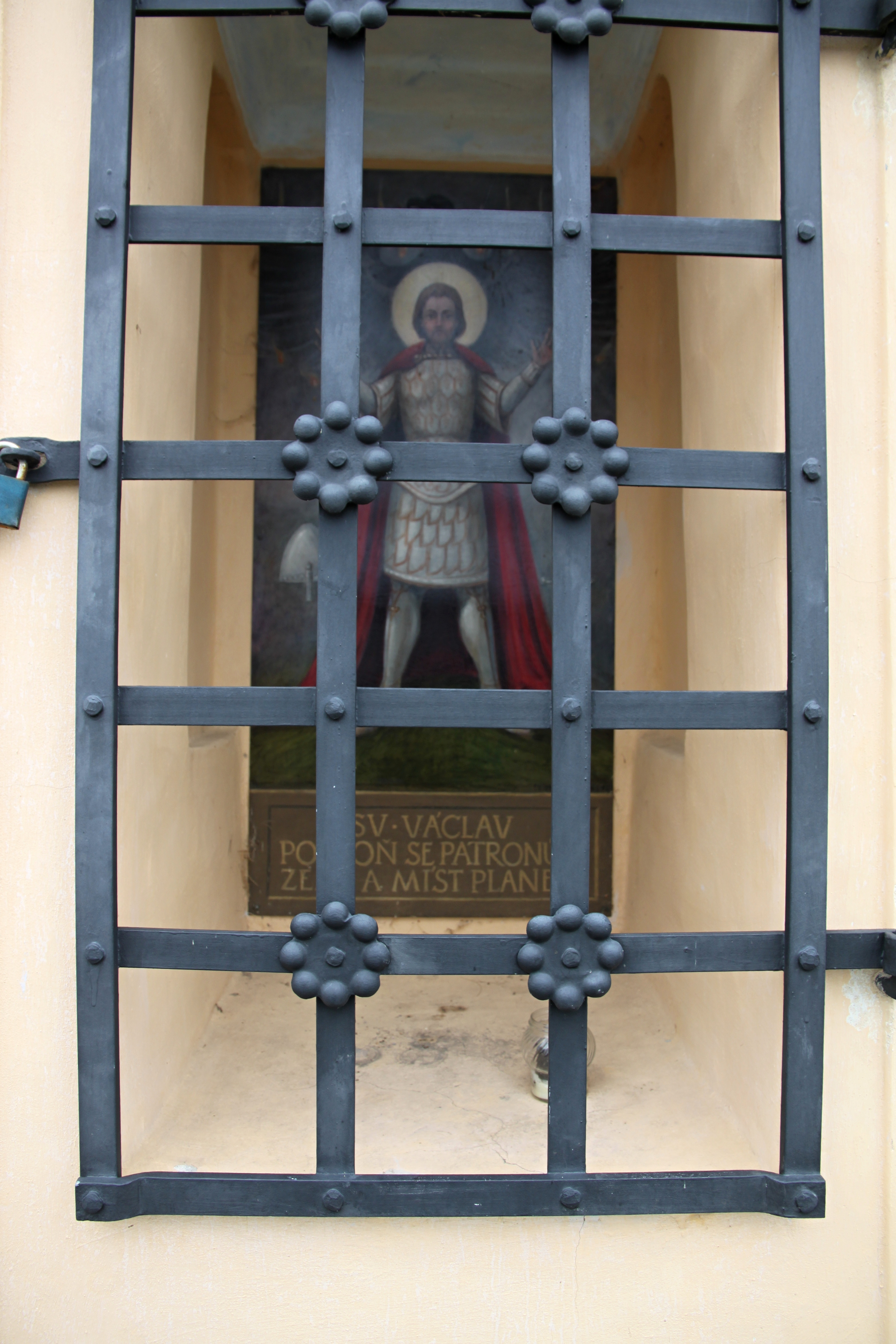
Boží muka IV. s vyobrazením sv. Václava
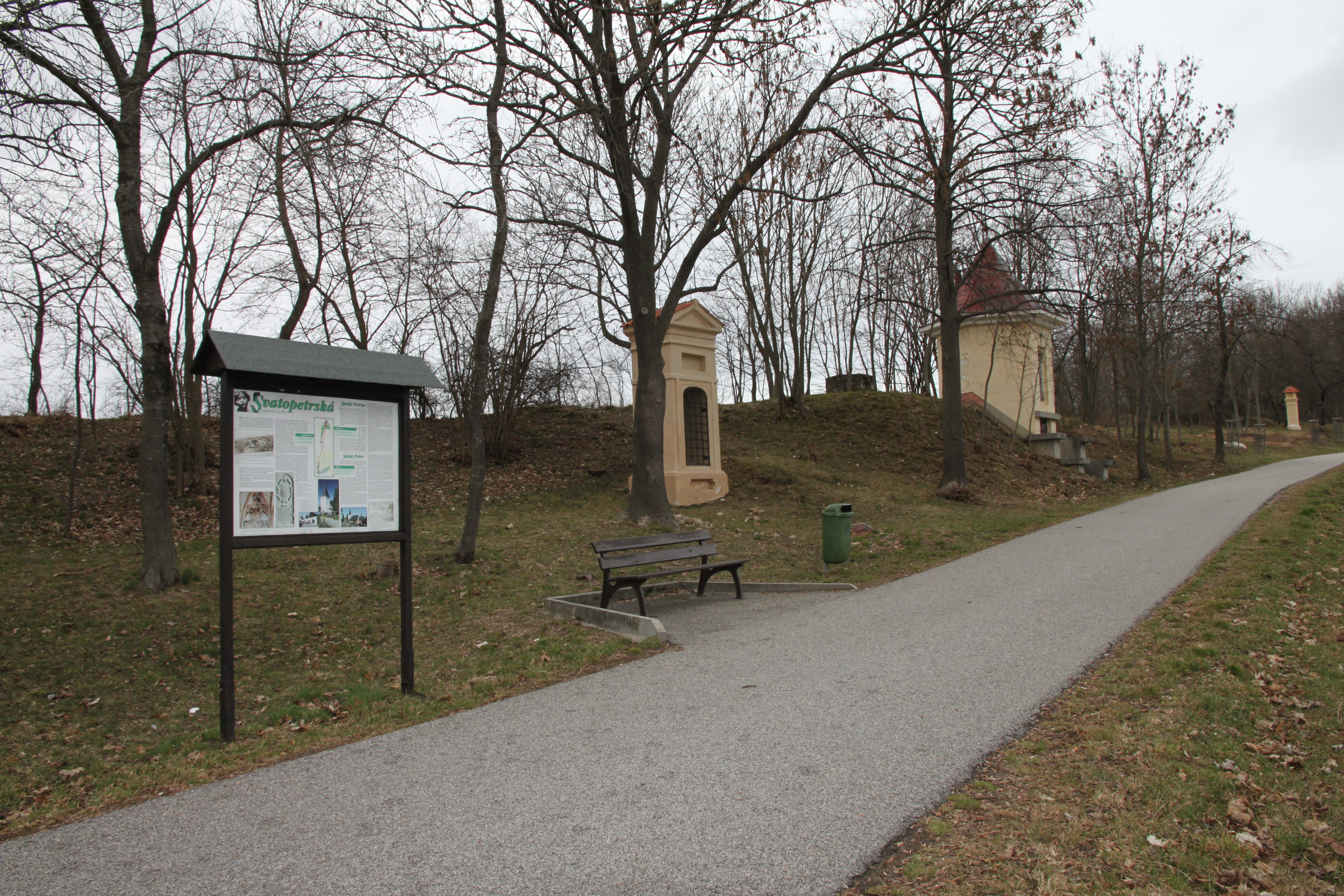
Zastavení č. 4
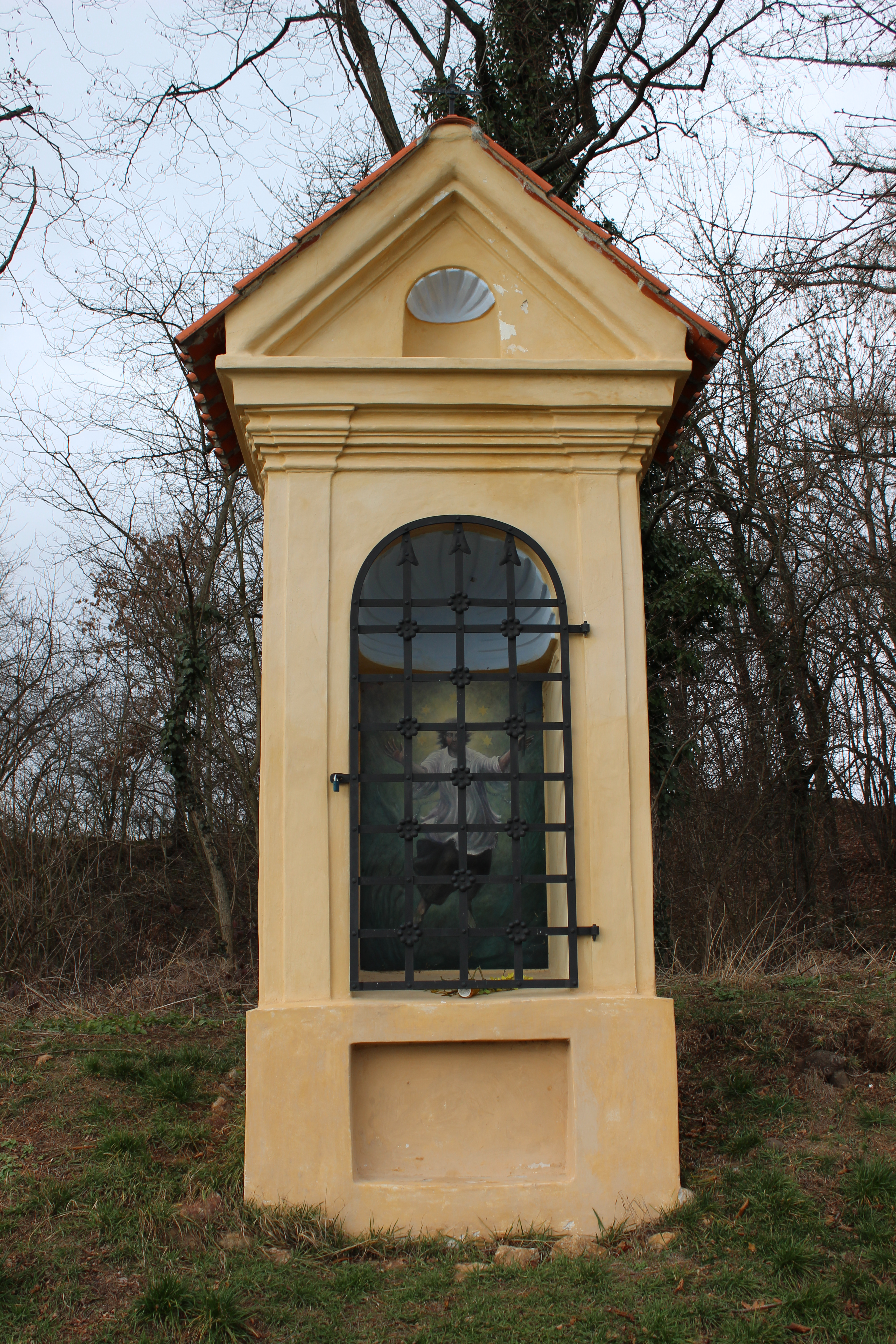
Výklenková kaplička IV.
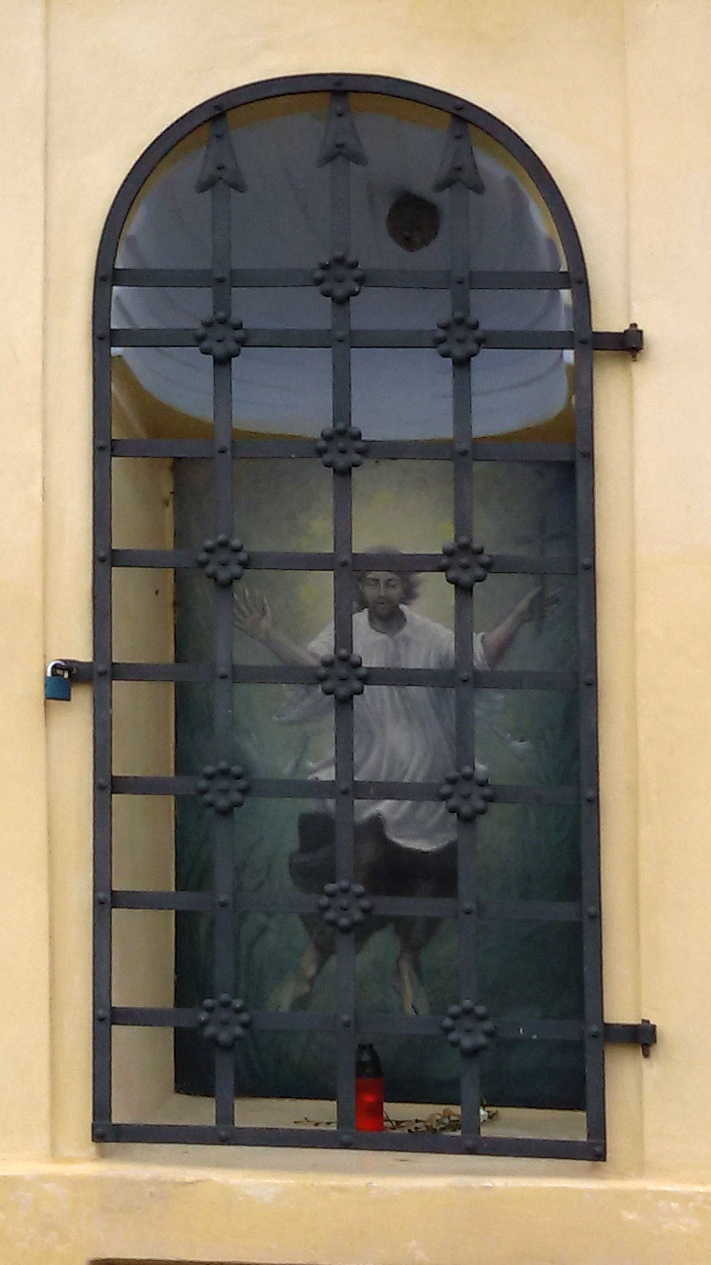
Výklenková kaplička IV., malba ve výklenku
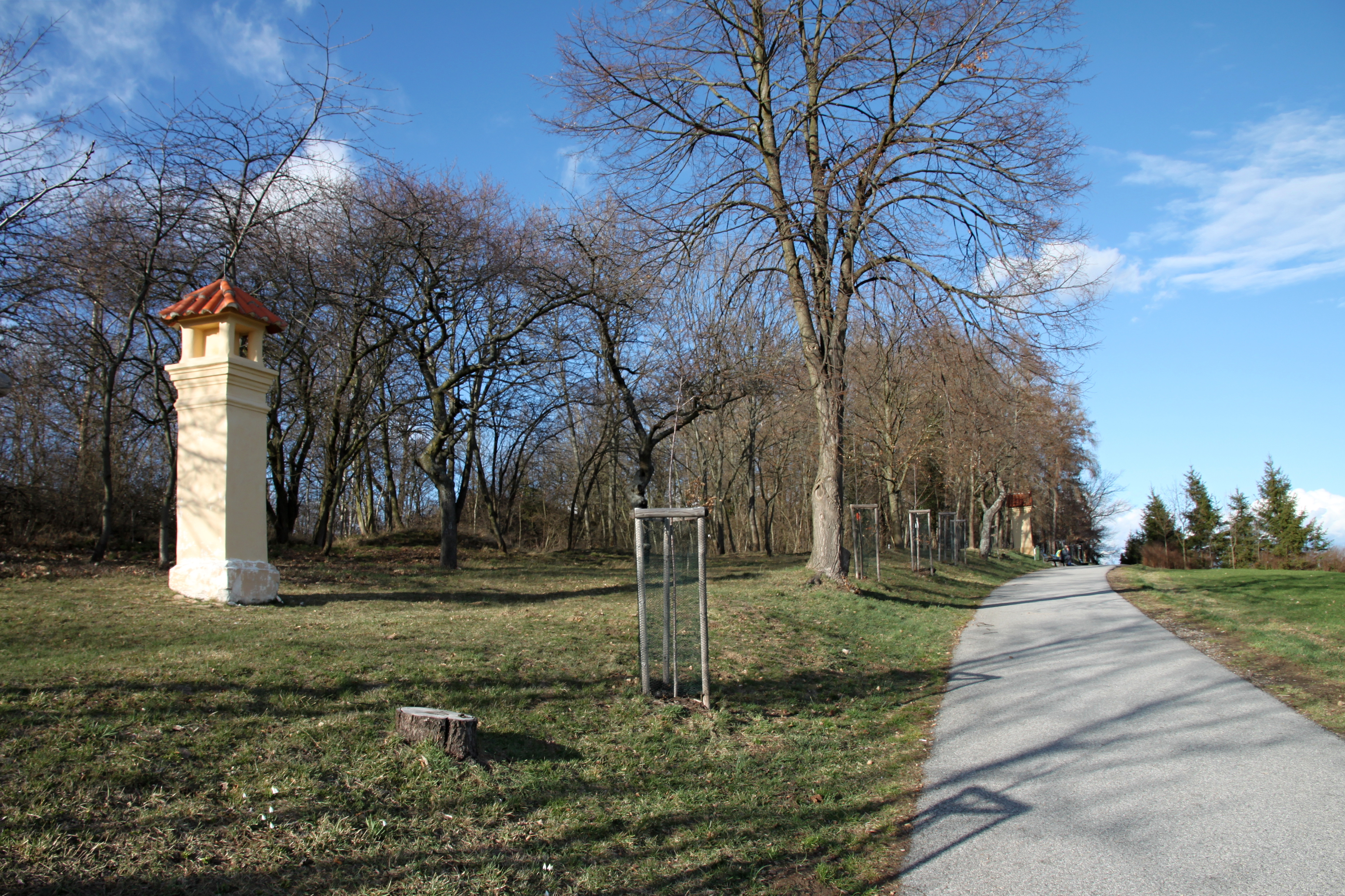
Boží muka V.
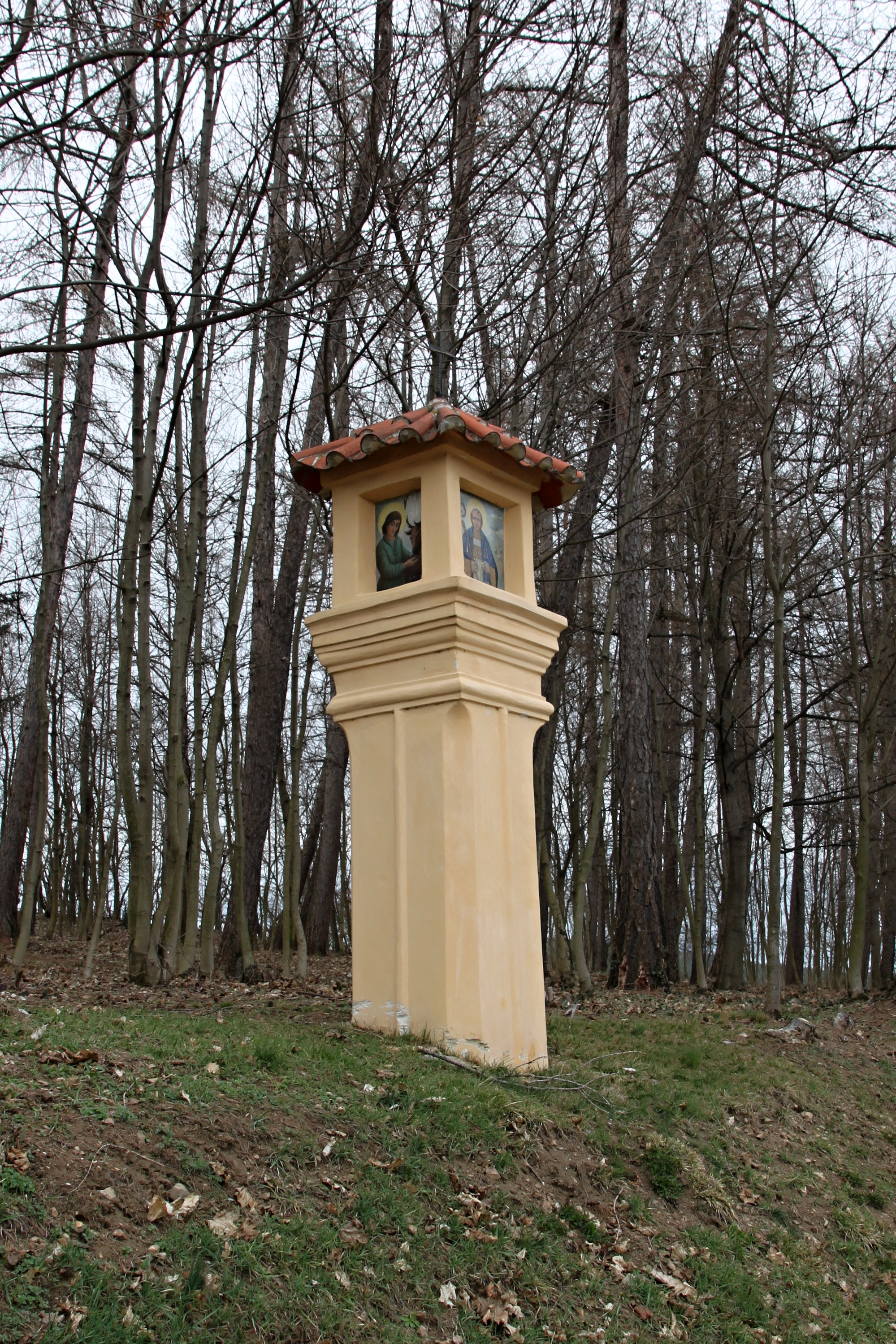
Boží muka VI.
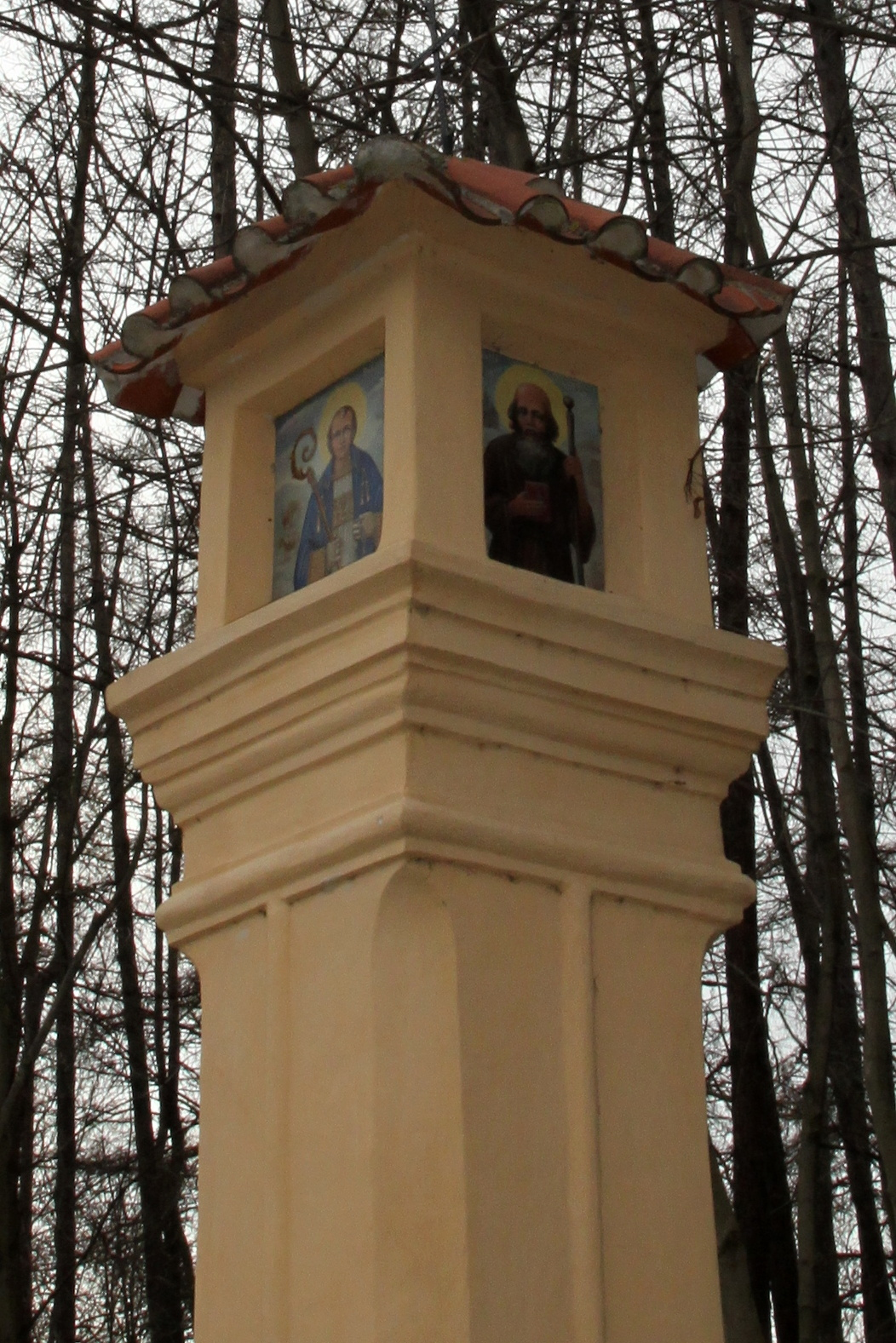
Boží muka VI., detail
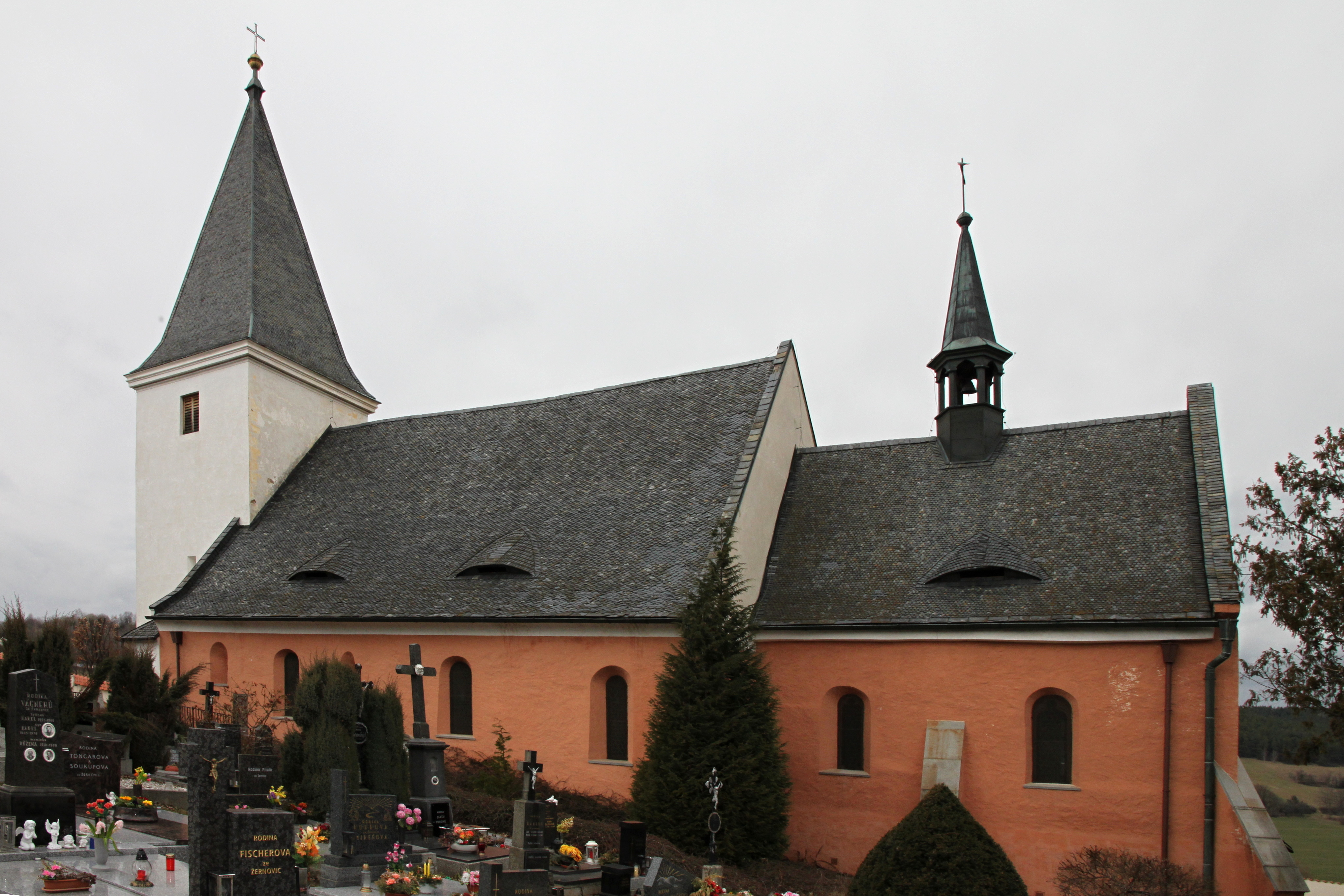
Kostel sv. Petra a Pavla, cíl stezky
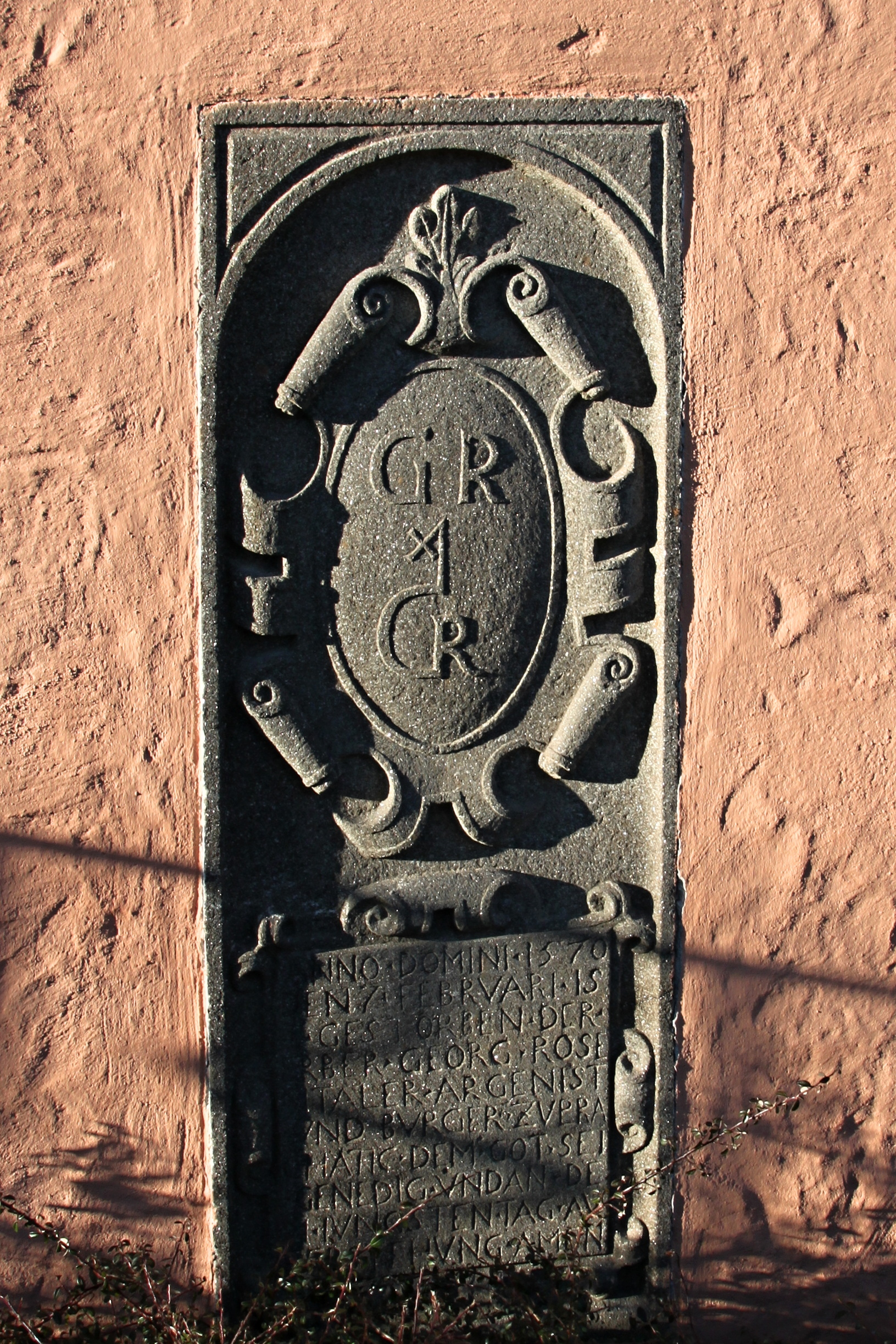
Náhrobní deska Georga Rosenthalera z roku 1570
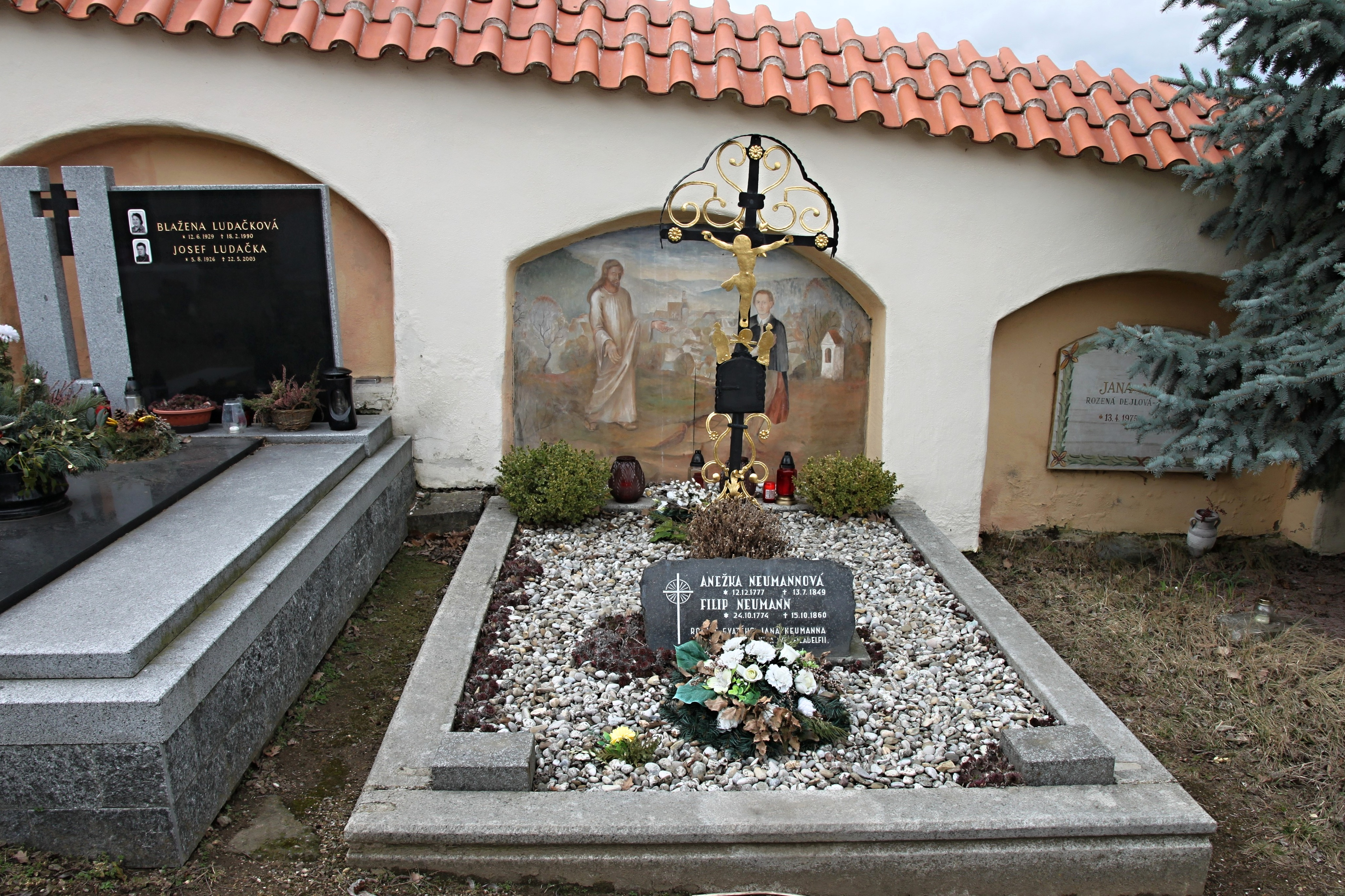
Hrob rodičů sv. J. N. Neumanna

## Panorama
Panoramatický pohled na Svatopetrskou stezku od jihu a na lom a vrch Kobylí hora vpravo
Panoramatický pohled ze Svatopetrské stezky na Prachatice a horu Libín (1 093 m n. m.) a vlevo na Jelemecký vrch